# Hambestipendiet
Hambestipendiet var ett musikpris som delades ut vartannat år mellan 1981 och 2003.
Alf Hambestipendiet instiftades 1981, samma år som Hambe fyllde 50 år. En stipendiekommitté som bestod av landshövdingen i Hallands län, kulturchefen på Hallandsposten, en representant för Falkenbergs Sparbank, en representant för Samfundet Visans vänner och en särskild sekreterare, delade ut priset till
någon som gjort framstående insatser för viskonstens befrämjande på nordiskt språk i nyskapande eller traditionsbärande avseende. Därvid är att märka att visan som konstform förenar poetiska och musikaliska kvalitéer.

## Pristagare
- 1981 – Alf Hambe
- 1983 – Ove Rösbak(no), poet, Norge
- 1985 – Fritz Sjöström, visdiktare
- 1987 – Eva Bartholdsson och Torbjörn Johansson, vissångarduo
- 1989 – Barbara Helsingius, vissångare, Finland
- 1991 – Jan-Olof Andersson, vissångare
- 1993 – Anders Wällhed, poet
- 1995 – Hanne Juul, vissångare, initiativtagare till Nordiska Visskolan i Kungälv
- 1997 – Pia Raug(da), sångare, Danmark
- 1999 – Hans Kennemark, riksspelman
- 2001 – Martin Bagge, visartist
- 2003 – Kjell Leidhammar, riksspelman